# Stanisław Ignacy Witkiewicz
Stanisław Ignacy Witkiewicz ([staˈɲiswaf iɡˈnatsɨ vʲitˈkʲɛvʲitʂ] Varsovia, 24 de febrero de 1885 - Jeziory, 18 de septiembre de 1939) fue un escritor, fotógrafo, filósofo y pintor polaco. Hoy se le destaca sobre todo como novelista y autor teatral.

## Biografía
Stanisław Ignacy Witkiewicz fue hijo de Stanisław Witkiewicz (pintor y crítico de arte) y Maria Pietrzkiewicz (profesora de música). Cinco años más tarde la familia de los Witkiewicz se traslada a Zakopane. Su padre —contrario a la pedagogía de la época—, decidió que el pequeño Witkiewicz fuese educado en el hogar. Tuvo una correspondencia muy notable con su hijo, que permite conocerle de muy joven.
Stasio comienza a escribir sus primeras obras teatrales, entre otras Las cucarachas, y El rey y el ladrón. En 1903 supera el examen de bachillerato en Lwów.
Hacia 1904 viaja a Viena, Múnich, Venecia, Roma, Palermo, etc. Posteriormente inicia estudios en la Academia de Bellas Artes de Cracovia en el taller de Józef Mehoffer; visita la exposición de Paul Gauguin en Viena y estudia pintura con Władysław Ślewiński.
En torno a 1908 viaja a París y prosigue los estudios de bellas artes que había interrumpido. 
Da comienzo en 1910 a la novela Las 622 caídas de Bungo.
En 1913 se promete con Jadwiga Janczewska, la cual acabará por suicidarse un año más tarde.
Witkacy (como dibujante y fotógrafo) forma parte con Bronisław Malinowski de una expedición etnográfica a Ceilán y Australia.
Al estallar la Primera Guerra Mundial viaja a Petersburgo.
Su padre muere en Lovrana en 1915. Tras su regreso a Polonia en 1918 se une al movimiento formista y finaliza el texto Nuevas formas en la pintura. En 1919 participa en la exposición de los formistas.
Pone punto final en 1921 a sus obras teatrales En la pequeña mansión, La gallina acuática y Gyubal Wahazar. En 1922 Witkacy publica Esbozos estéticos y escribe los dramas: La sepia, Jan Maciej Karol Wścieklica, Dandys y petimetres. A continuación escribe La locomotora loca, Janulka, hija de Fizdejko y La Madre".
Se casa con Jadwiga Unrug. 
Crea en Zakopane en 1925 el Teatro Formista y escribe la novela "Adiós al otoño". 
Dos años después escribe la importante novela Insaciabilidad.
Además dirige en el Teatro Formista la obra de August Strindberg, Sonata de espectros. 
Hacia 1928 publica las "Normas de la Firma de Retratos". Bajo el control médico de Teodor Białyniecki y Stefan Szuman, experimenta con drogas como el peyote.
Conoce en 1929 a Czesława Oknińska. Escribe -junto con Bohdan Filipowski-, un trabajo científico sobre los narcóticos.
En 1931 muere Maria Witkiewicz, madre del artista.
Witkacy escribe Los Zapateros. Es galardonado con el "Laurel de Oro" de la Academia Polaca de Literatura en 1935. Finaliza el texto Narcóticos, o las almas impuras.
El 18 de septiembre de 1939, Witkacy se suicida en Jeziory.

## Pintura
Las primeras pinturas de Witkacy eran, sobre todo, paisajes de los Tatras. En los años 1904-1909 compuso el ciclo Ante-Primavera, influenciado por la pintura nostálgica del periodo de la Joven Polonia.
En los años 1908-1914 Witkacy realizó una serie de dibujos en los que deformaba la figura humana de manera grotesca, creando personajes demoníacos.
Encontró el origen de sus composiciones casi imaginarias en las fantasmagorías de Goya, Rops y Beardsley —los más eminentes, según él–, "demonólogos" del siglo XIX. 
Los principales héroes de estas escenas sin narración clara son una mujer demoníaca y su víctima un hombre desesperado, sin voluntad, condenado al fracaso. Esas composiciones tenían títulos enigmáticos, a veces irónicos, que, como los comentarios de Goya en el ciclo de Los Caprichos, debían despertar asociaciones de ideas y crear una metafórica compleja. En sus dibujos Witkacy hizo un travestismo de los motivos sacados de la pintura expresionista de Edvard Munch. Estos trabajos estaban en el origen de la concepción del pastiche, la parodia y lo grotesco que el artista va a desarrollar más tarde en sus creaciones más maduras, ya como dramaturgo, escritor y pintor.
Durante sus estudios en Cracovia la imaginación de Witkacy se vio influenciada por el arte pleno de expresión de Witold Wojtkiewicz, la creación literaria de Roman Jaworski y Tadeusz Miciński. Se unió al grupo de los "Expresionistas polacos" (denominado en 1919 "Formistas") con el que participó en exposiciones en Cracovia, Varsovia, Poznań y Lwów.
En 1919 publicó una disertación sobre la teoría del arte: "Las nuevas formas en la pintura y sus malentendidos".
Durante el periodo formista Witkacy desarrolló su teoría del arte, cuya noción principal era "la forma absoluta", que existe de una manera única y singular; introdujo la categoría estética de la Forma Pura que constituye la sustancia de la obra de arte como una unidad compuesta de diferentes elementos cualitativos.
Para Witkacy —contrariarmente a los demás formistas—, la misma tenía una significación simbólica. Reflejaba, por analogía, la estructura del universo — el Misterio de la Existencia.
Según la teoría de la Forma Pura, en la creación artística se expresan la inquietud metafísica de las "existencias particulares" que se debaten contra el sentimiento de soledad creando obras de arte. En 1924 Witkacy declaró su renuncia a la creación artística para hacer retratos por encargo. La idea de la Firma de Retratos debía subrayar los riesgos que comportaba la cultura deshumanizada y tecnicista que se avecinaba, la cultura donde el arte pierde su razón de ser.
El reglamento de la Firma distinguía 5 tipos principales de retratos A, B, C, D y E y cinco convenciones correspondientes de presentarlos.
Los tipos A, B y E suponían la objetividad máxima del autor y constituían imágenes verídicas de los modelos. Otro tipo más eran los retratos dobles, que comportaban, en general, figuras contrastadas por oposición y deformadas de una mujer y un hombre. Del contrato de compra-venta estaba excluido a priori el tipo C, considerado como un espacio de búsquedas de la Forma Pura.

## Teatro
Genio múltiple, Witkiewicz cultivó diversos ámbitos de expresión artística. Además de la pintura, el arte gráfico y la novela, el drama ocupa un lugar importante en su obra.
En los años 1918-1925, Witkiewicz escribió unas treinta piezas teatrales, lo que representa casi la totalidad de su creación dramática, comprendidas dos obras tardías "Los Zapateros" -acabada en 1934 y con la que Witkiewicz alcanzará uno de sus mayores logros-, y su última pieza, hoy desaparecida, La humanidad en delirio, que data de 1938.
Witkacy comenzó pronto a elaborar su propia teoría del teatro, tan original como controvertida. Conteniendo los principios que rigen su dramaturgia, esa teoría constituye ante todo un testimonio de la profunda reflexión del artista sobre el arte dramático y el teatro. Witkiewicz subraya que las escenas de la época están dominadas por rugidos de pasión y un exceso de vida.
El artista preconiza la teoría de "la forma pura", definiendo el teatro como un arte principalmente formal: los elementos constitutivos del drama no deben implicar ninguna referencia al mundo real; indispensables a la acción, sólo pueden tener sentido desde el punto de vista de la totalidad de la obra. Cualquier dramaturgo tendrá derecho a romper las relaciones de causa y efecto, deformar, a su gusto, no sólo la psicología, sino también los hechos y gestos de sus personajes: el artista únicamente puede encontrar la forma pura al precio de la deformación de la vida y la naturaleza.
La dramaturgia de Witkiewicz se caracteriza por una continua recurrencia de motivos que se encadenan y entrelazan. Los temas recurrentes de la creación de Witkiewicz, que sobrevienen en sus dramas con una reiteración a veces obsesiva, están inseparablemente unidos a la filosofía del artista, que expuso no sólo en sus escritos teóricos, sino también en sus novelas.
Los dramas ponen de relieve el motivo de la insaciabilidad frente a la vida: en un mundo donde la vida espiritual es aniquilada por la crisis profunda, y hasta por la degeneración de la cultura y la civilización, el hombre víctima del tedio y del marasmo tanto intelectual como emocional, se obstina en perseguir su búsqueda desesperada de respuestas a las cuestiones fundamentales sobre el sentido de su existencia, intenta penetrar el Misterio de la Existencia.
Las piezas de Witkacy evocan con asombrosa intensidad la angustia suscitada por el proceso de mecanización, que despoja a la sociedad de su carácter humano. Los dos rostros de esa angustia son el miedo a la dictadura de las masas y el temor de la nivelación social.
«Es como profeta comprometido, augurando el declinar de la civilización, como Witkiewicz se deja abordar más fácilmente. Apoyándose en argumentos originales, predijo, como muchos otros, el declive del arte, la supresión de la individualidad, la extinción del sentido metafísico, que serán suplantados por la democratización de la vida y la llegada de una sociedad de robots, tan felices como intercambiables» (Jan Błoński: "Stanisław Ignacy Witkiewicz como dramaturgo", Cracovia 1973).
Witkacy aborda en sus piezas, entre otros, el tema de la transformación social y política en La obra sin nombre, Ellos o Los zapateros. Está considerado como un precursor de las vanguardias europeas.
Como escritor destacó en su producción teatral, calificada como superexpresionista y precursora del teatro del absurdo (Beckett, Ionesco, Adamov).
Entre los años 1918-1926 escribió unas 30 piezas de teatro. Entre ellas, cabe destacar "Los pragmáticos" (1919), "La nueva liberación" (1920), "La gallina acuática" (1922), "El loco y la monja" (1923), "La locomotora loca" (1923), "La Madre" (1924), "Sonata de Belcebú" (1925) y "Los Zapateros" (1934).
Como dramaturgo, hace tiempo que forma parte del repertorio mundial; sus escritos hasta ahora han sido traducidos a 16 idiomas; en varias universidades ha habido cátedras dedicadas exclusivamente al estudio de su obra, e incluso en Suiza se ha publicado una revista especializada en la problemática witkaceana.

## Prosa
St.I. Witkiewicz es autor de ensayos como Las nuevas formas de la pintura, (1919); Escritos estéticos (1922); y novelas: Las 622 caídas de Bungo, Adiós al Otoño e Insaciabilidad (1930); esta última se la considera su obra maestra.
Además de reinventar el teatro, Witkiewicz, que ante todo se consideraba filósofo, trató de cambiar la novela justamente en el momento en que en Europa se publicaban -encarnando todas una nueva idea de la novela–, las obras de Marcel Proust, Thomas Mann, Robert Musil, James Joyce o Virginia Woolf. Nacidas del sentimiento de crisis cultural provocada por la modernización, organizadas en torno a la cuestión del lugar y el sentido del arte en el mundo moderno, tentadas por la metafísica a la vez que elaboradas con una sospecha profunda respecto al lenguaje, las obras de Witkiewicz participan asimismo del debate europeo sobre la novela característico de los años 1910-1920. Pero, a las cuestiones europeas, Witkiewicz ofrece respuestas que le son propias, más violentas, tanto en su discurso como en su forma. Dinamitan la forma novelesca desde el interior y la llevan a experimentar sus propios límites.
En 1927, publicó Adiós al Otoño y en 1930 Insaciabilidad. Son novelas de factura muy original donde la psicología y la filosofía ocupan la mayor parte, pero cuya intriga político-social es también una sátira feroz de la Polonia nacionalista y populista de entreguerras.
De modo general, está considerado como un autor especialmente difícil. En su obra se funden muchas tendencias comunes a las diferentes vanguardias de la época. Escribió numerosos dramas, novelas, artículos y ensayos filosóficos.